# مذابح ماركالي
قصف سوق ماركالي أو مذابح ماركالي كانا قصفين منفصلين حيث تم تأكيد تنفيذ واحد منهما على الأقل من قبل جيش جمهورية صرب البوسنة واستهدف المدنيين أثناء حصار سراييفو في حرب البوسنة والهرسك. وقعت في ماركالي (السوق) الواقعة في المركز التاريخي لسراييفو عاصمة البوسنة والهرسك.
حدث الأول في 5 فبراير 1994 وقُتل 68 شخص وأصيب 144 آخرون بقذيفة هاون عيار 120 ملم (4.7 بوصات). ووقعت الثانية في 28 أغسطس 1995 عندما تسببت خمس قذائف هاون أطلقها جيش جمهورية صرب البوسنة في مقتل 43 شخص وإصابة 75 آخرين بجروح. وكان الهجوم الأخير هو السبب المزعوم وراء الضربات الجوية التي شنها حلف شمال الأطلسي على قوات صرب البوسنة والهرسك والتي أدت في النهاية إلى اتفاقية دايتون للسلام ونهاية حرب البوسنة والهرسك.
تم الطعن في مسؤولية جيش جمهورية صرب البوسنة عن القصف الأول حيث أدت التحقيقات التي أجريت لتحديد الموقع الذي أطلقت منه القذائف إلى نتائج غامضة. وزُعم أن جيش جمهورية البوسنة والهرسك قد قصف شعبه بالفعل من أجل استفزاز تدخل الدول الغربية إلى جانبهم. لخصت المحكمة الجنائية الدولية ليوغوسلافيا السابقة في حكم الاستئناف الصادر عن ستانيسلاف غاليتش في عام 2006 الأدلة وقضت بأن الاستنتاج القائل بأن القذائف أُطلقت من موقع احتلته القوات الصربية كان قرار معقول ومع ذلك حاول رادوفان كاراديتش أثناء محاكمته أمام المحكمة الجنائية الدولية ليوغوسلافيا السابقة استخدام هذا الادعاء للدفاع عنه ولكن تمت إدانته.

## المجزرة الأولى
وقعت المجزرة الأولى بين الساعة 12:10 والساعة 12:15 يوم 5 فبراير 1994 عندما سقطت قذيفة هاون من عيار 120 ملم وسط سوق مزدحم. نفت سلطات جمهورية صرب البوسنة كل مسؤوليتها واتهمت الحكومة البوسنية بقصف شعبها للتحريض على الغضب الدولي وتدخل الناتو. هرع عمال الإنقاذ وموظفو الأمم المتحدة للمساعدة في سقوط العديد من الضحايا المدنيين بينما سرعان ما نشرت لقطات للحدث تقارير إخبارية في جميع أنحاء العالم. بدأ الجدل حول الحدث عندما ادعى تقرير أولي لقوة الحماية الدولية أن القذيفة أطلقت من مواقع تابعة للحكومة البوسنية. كشف الفريق مايكل روز رئيس قوة الحماية البريطانية في مذكراته أنه بعد ثلاثة أيام من الانفجار قال للفريق يوفان ديفياك نائب قائد قوات جيش جمهورية البوسنة والهرسك أن القذيفة أطلقت من مواقع بوسنية. وأشار تقرير لاحق وأكثر تعمق لقوة الحماية إلى وجود خطأ في الحساب في النتائج الأصلية. مع تصحيح الخطأ خلصت الأمم المتحدة إلى أنه من المستحيل تحديد الجانب الذي أطلق القذيفة. في ديسمبر 2003 خلصت المحكمة الابتدائية للمحكمة الجنائية الدولية ليوغوسلافيا السابقة في محاكمة ستانيسلاف غاليتش وهو جنرال صربي في حصار سراييفو (الذي حُكم عليه بالسجن المؤبد لارتكابه جرائم ضد الإنسانية) إلى أن المجزرة ارتكبتها القوات الصربية حول سراييفو.

## المجزرة الثانية
وقعت المذبحة الثانية بعد حوالي 18 شهر حوالي الساعة 11:00 يوم 28 أغسطس 1995. قبل عدة ساعات من الهجوم أعربت سلطات صرب البوسنة مبدئيا عن رغبتها في قبول خطة ريتشارد هولبروك للسلام. في هذا الهجوم تم إطلاق خمس قذائف لكن الإصابات كانت أقل 43 قتيل و75 جريح. نفت سلطات جمهورية صرب البوسنة كما في حادثة 1994 كل مسئوليتها واتهمت الحكومة البوسنية بقصف شعبها لتحريض الغضب الدولي والتدخل المحتمل. في تقرير عام 1999 إلى الجمعية العامة للأمم المتحدة اعتبرت قوة الأمم المتحدة للحماية أن الدليل واضح: تقرير سري صدر بعد فترة وجيزة من الحدث خلص إلى أن جميع الجولات الخمس قد أطلقها جيش جمهورية صرب البوسنة. وذكر تحقيق قوة الأمم المتحدة للحماية أن «خمس قذائف سقطت بالقرب من سوق ماركالي في الساعة 11:10 يوم 28 أغسطس 1995. وتسببت إحدى الجولات على وجه الخصوص في سقوط غالبية القتلى والجرحى والأضرار». ووجدوا أنه «بعد تحليل جميع البيانات المتاحة صدر حكم بأنه بما لا يدع مجال للشك المعقول تم إطلاق جميع قذائف الهاون التي أطلقت في الهجوم على سوق ماركالي من أراضي صرب البوسنة والهرسك». خلص تحقيق قوة الأمم المتحدة للحماية إلى أنه «بناء على الأدلة المقدمة كان موقع إطلاق قذائف الهاون الخمس في المنطقة ومن المحتمل أنه تم إطلاقه من منطقة لوكافيتشا على مدى يتراوح بين 3000 و5000 متر». سمحت الظروف وتم تأمين سلامة موظفي الأمم المتحدة الذين يسافرون عبر الأراضي الصربية بدأت عملية القوة المتعمدة وهي حملة قصف مستمرة ضد قوات صرب البوسنة والهرسك.
على عكس ما توصلت إليه قوة الحماية من أن القذيفة القاتلة أطلقت من اتجاه لوكافيتشا فإن المحكمة الابتدائية للمحكمة الجنائية الدولية ليوغوسلافيا السابقة في قضية دراغومير ميلوسيفيتش «اقتنعت بأدلة شرطة البوسنة والهرسك والمراقبين العسكريين وأول تحقيق لقوة الأمم المتحدة للحماية والذي خلص إلى أن كان اتجاه النار 170 درجة أي جبل تريبيفيتش وهي منطقة يسيطر عليها جيش جمهورية صرب البوسنة».
كما وجدت محكمة ابتدائية ثانية للمحكمة الجنائية الدولية ليوغوسلافيا السابقة في محاكمة مومسيلو بيريشيتش أن «قذيفة الهاون أطلقت من جيش جمهورية صرب البوسنة الذي كان يسيطر على أراضي على منحدرات جبل تريبيفيتش». وأكد العقيد أندريه ديمورنكو وهو مواطن روسي أن بحث قوة الحماية كان معيب حيث بدأ من الاستنتاج بأن القذائف أطلقت من مواقع صرب البوسنة والهرسك ولم تختبر أي فرضية أخرى وأنه فور زيارته للمواقع المفترضة لقذائف الهاون وجد أنه لا يمكن استخدام أي منهما لإطلاق القذائف. وخلص إلى أن القوات الصربية البوسنية قد تم إلقاء اللوم عليها زورا في الهجوم لتبرير هجمات الناتو ضد صربيا.
دافيد هارلاند الرئيس السابق للشؤون المدنية للأمم المتحدة في البوسنة والهرسك ادعى في محاكمة الفريق دراغومير ميلوسيفيتش في المحكمة الجنائية الدولية ليوغوسلافيا السابقة أنه كان مسؤول عن خلق الأسطورة القائلة بأن قوة الأمم المتحدة للحماية لم تتمكن من تحديد من أطلق قذائف الهاون التي تسببت في الهجوم الثاني مذبحة ماركالي. وقال هارلاند إن الأسطورة التي استمرت لأكثر من عشر سنوات نشأت بسبب «بيان محايد» أدلى به الفريق روبرت سميث قائد قوة الحماية الدولية. في يوم هجوم ماركالي الثاني صرح الفريق سميث بأنه «من غير الواضح من أطلق القذائف» على الرغم من أنه كان لديه بالفعل في ذلك الوقت التقرير الفني لقسم استخبارات قوة الأمم المتحدة للحماية والذي حدد بما لا يدع مجال للشك أنه تم إطلاقها من مواقع جيش جمهورية صرب البوسنة في لوكافيتشا. كان هارلاند نفسه قد نصح الفريق سميث بإصدار «بيان محايد حتى لا ينبه الصرب إلى الضربات الجوية الوشيكة لحلف شمال الأطلسي ضد مواقعهم إذا وجه أصابع الاتهام إليهم» الأمر الذي كان من شأنه أن يعرض سلامة قوات الأمم المتحدة للخطر في الأراضي الخاضعة لسيطرة جيش جمهورية صرب البوسنة أو في مواقع قد يكونون فيها عرضة لهجمات انتقامية من قبل القوات الصربية.

## محاكمات المحكمة الجنائية الدولية ليوغوسلافيا السابقة
في يناير 2004 قدم المدعون العامون في محاكمة ستانيسلاف غاليتش الجنرال الصربي البوسني قائد فيلق سراييفو رومانيا في محاصرة سراييفو تقرير يتضمن شهادة خبير الذخيرة بيركو زيتشيفيتش كدليل. من خلال العمل مع اثنين من زملائه كشف تحقيق زيتشيفيتش ما مجموعه ستة مواقع محتملة يمكن إطلاق القذيفة منها في مذبحة ماركالي الأولى خمسة منها كانت تحت سيطرة جيش جمهورية صرب البوسنة وواحد تحت سيطرة جيش جمهورية البوسنة والهرسك. كان موقع جيش جمهورية البوسنة والهرسك المعني مرئيا لمراقبي قوة الحماية في ذلك الوقت الذين أفادوا أنه لم يتم إطلاق أي قذيفة من هذا الموقع. كما أفاد زيتشيفيتش أن بعض مكونات القذيفة كان من الممكن إطلاقها من مكان واحد فقط وكلاهما كان تحت سيطرة جيش جمهورية صرب البوسنة. في نهاية المطاف وجدت المحكمة أن غاليتش مذنب بما لا يدع مجال للشك فيما يتعلق بجميع عمليات القصف الخمسة التي اتهمه بها المدعون العامون بمن فيهم ماركالي. على الرغم من أن وسائل الإعلام الدولية تناقلتها على نطاق واسع لاحظت لجنة هلسنكي لحقوق الإنسان أن الحكم تم تجاهله في صربيا نفسها.
في عام 2007 أُدين الفريق دراغومير ميلوسيفيتش القائد السابق لفيلق سراييفو رومانيا بارتكاب حملة القصف وإرهاب القناصة ضد سراييفو ومواطنيها من أغسطس 1994 إلى أواخر عام 1995. حكم عليه بالسجن 33 عام. وخلصت المحكمة الابتدائية إلى أن سوق بلدة ماركالي قد أصيب في 28 أغسطس 1995 بقذيفة هاون من عيار 120 ملم أطلقت من مواقع فيلق سراييفو - رومانيا. لكن في عام 2009 ألغت محكمة الاستئناف بالمحكمة الجنائية الدولية ليوغوسلافيا السابقة إدانة ميلوسيفيتش بقصف سوق ماركالي في 28 أغسطس 1995 لأنه في ذلك الوقت كان ميلوسيفيتش في المستشفى في بلغراد لذلك ينبغي اعتبار نائب قائده تشيدومير سلادوي مسؤول عن القصف. برأت محكمة الاستئناف بالمحكمة الجنائية الدولية ليوغوسلافيا السابقة مومسيلو بيريشيتش في عام 2013.
وفقا لتيم جوداه: "كانت الحجة الصربية بشعة لأن ما أرادوا أن يعتقده العالم هو أنه من بين مئات الآلاف من القذائف التي أطلقوها لم يؤذ أحد أبدا. مثل ميروسلاف توهول الروائي الذي أصبح وزير الإعلام في جمهورية صرب البوسنة الذي صرح قائلا "نحن الصرب لا نقتل المدنيين أبدا".
زعم المراقب السابق للأمم المتحدة يان سيجرز أن قوات الأمم المتحدة كانت «شبه متأكدة» من أن الصرب ليسوا مسؤولين عن قصف فبراير 1994. ووردت شائعات عن وجود عبوة ناسفة مزروعة تحت كشك. كتب المسؤول السابق في الأمم المتحدة جون راسل الذي أجرى تحليل للحفرة في موقع فبراير 1994 في مذكراته ليلة الهجوم أنه يعتقد أن الجيش البوسني أطلق القذيفة لكنه قال إنه «من المستحيل» تحديد الجانب الذي نفذ الهجوم.